# إيفان باربيرو
إيفان باربيرو (بالإسبانية: Iván Martínez Gonzálvez)‏ هو لاعب كرة قدم إسباني، ولد في 17 أغسطس 1998 في روكويتاس دي مار في إسبانيا. لعب مع أوساسونا.

## وصلات خارجية
- إيفان باربيرو على موقع قاعدة بيانات كرة القدم.إي يو (الإنجليزية)
- إيفان باربيرو على موقع Soccerway.com (الإنجليزية)